# Municipio de Penn (Misuri)
El municipio de Penn (en inglés: Penn Township) es un municipio ubicado en el condado de Sullivan en el estado estadounidense de Misuri. En el año 2010 tenía una población de 1208 habitantes y una densidad poblacional de 8,6 personas por km².

## Geografía
El municipio de Penn se encuentra ubicado en las coordenadas 40°15′19″N 92°56′42″O / 40.25528, -92.94500. Según la Oficina del Censo de los Estados Unidos, el municipio tiene una superficie total de 140.45 km², de la cual 139,6 km² corresponden a tierra firme y (0,6 %) 0,85 km² es agua.

## Demografía
Según el censo de 2010, había 1208 personas residiendo en el municipio de Penn. La densidad de población era de 8,6 hab./km². De los 1208 habitantes, el municipio de Penn estaba compuesto por el 95,86 % blancos, el 0,17 % eran afroamericanos, el 0,41 % eran amerindios, el 0,17 % eran asiáticos, el 2,24 % eran de otras razas y el 1,16 % eran de una mezcla de razas. Del total de la población el 4,39 % eran hispanos o latinos de cualquier raza.